# Ixodes aragaoi
Ixodes aragaoi är en fästingart som beskrevs av Fonseca 1935. Ixodes aragaoi ingår i släktet Ixodes och familjen hårda fästingar. Inga underarter finns listade i Catalogue of Life.